# سیلورزبرگ (پنسیلوانیا)
سیلورزبرگ (به انگلیسی: Saylorsburg) یک منطقهٔ مسکونی در ایالات متحده آمریکا است که در شهرستان مونرو، پنسیلوانیا واقع شده‌است. سیلورزبرگ ۱٬۱۲۶ نفر جمعیت دارد و ۲۰۳٫۹۱ متر بالاتر از سطح دریا واقع شده‌است.